# レザンアメリカンスクール
レザンアメリカンスクール (Leysin American School) は、スイスのフランス語圏ヴォー州 (Vaud) の村レザンにあるボーディングスクール、インターナショナルスクールである。LASと略称される。

## 概要
1960年に Sigrid and Fred C. Ott によって創立された6年制の中高等学校。
理事長創立者の息子夫婦である、K. Steven Ott と Doris Ott （夫人）。校長は理事長夫妻の長男である、Marc Ott。共学で寮制のエリート養成校であり、約340人の生徒が50を超える国々から集まる。生徒には、王族、外交官、医師、富豪、著名人の息子や娘などがいる。
教育内容は、アメリカの高等学校のカリキュラムと、国際バカロレア資格取得のためのプログラムがある。教師一人あたり生徒が5～10人程の少人数制による教育が行なわれている。学業、スポーツマンシップ、リーダーシップ、コミュニティサービス、ヨーロッパの中心という地形を生かしたグローバルな視野の育成などに重きを置いている。
卒業後は、ハーバード大学、スタンフォード大学やマサチューセッツ工科大学といった米国の大学や、ヨーロッパの大学へ進学する。なお、映画『ロッキー』の主演俳優シルベスター・スタローンがここの卒業生であると言われているが、実際は体育の奨学金を受けて体育教師として勤務していたらしい（当時は、今は別の学校となっている American College in Switzerland と合併していた）。
校舎は昔サナトリウムであった歴史ある建物である。昭和期に活躍した小説家芹沢光治良が結核のときに療養していたことでも知られる。